# Theodor Beste
Theodor Heinrich Beste (* 10. April 1894 in Neheim; † 20. Dezember 1973 in Neheim-Hüsten) war Professor für Betriebswirtschaftslehre.

## Biographie
Beste studierte Betriebswirtschaftslehre an der Handelshochschule Berlin und der Universität zu Köln; an letzterer erhielt er 1920 das kaufmännische Diplom. Anschließend war er Assistent von Eugen Schmalenbach und promovierte 1921 zum Dr. rer. pol. Im Jahr 1924 folgte seine Habilitation, wonach er 1925 seine Assistenz bei Schmalenbach aufgab und dem Ruf der Universität Bonn folgte. Dort war er als außerplanmäßiger außerordentlicher Professor tätig. Im Jahr 1927 ging er als planmäßiger außerordentlicher Professor an die Technische Hochschule Dresden und erhielt dort ein Jahr darauf eine Stelle als ordentlicher Professor. Im Jahr 1930 wurde er Mitherausgeber der Zeitschrift für handelswissenschaftliche Forschung, bis diese 1944 eingestellt wurde.
Am 11. November 1933 unterzeichnete er das Bekenntnis der Professoren an den deutschen Universitäten und Hochschulen zu Adolf Hitler. Im Jahr 1939 folgte er dem Ruf an die Universität Berlin an deren neu geschaffenen Lehrstuhl für Betriebswirtschaftslehre. Nach dem Zweiten Weltkrieg ging er als ordentlicher Professor für Betriebswirtschaftslehre zurück an die Universität Köln.
Er war Mitglied der katholischen Studentenverbindung KStV Rheinpfalz Köln.

## Würdigungen
Im Jahr 1969 wurde er von der Schmalenbach-Gesellschaft zum Ehrenpräsidenten ernannt, eine Ehre die vor ihm nur Schmalenbach selbst erhalten hatte.

## Werke

### Bücher
- Die Verrechnungspreise in der Selbstkostenrechnung industrieller Betriebe, Berlin 1924
- Die kurzfristige Erfolgsrechnung, Leipzig 1930
- Die optimale Betriebsgröße als betriebswirtschaftliches Problem, Leipzig 1933
- Die Entflechtung der Eisen schaffenden Industrie. Eine betriebswirtschaftliche Studie, Köln und Opladen 1949

### Aufsätze
- Die Regelung der Auseinandersetzungsfrage in den Gesellschaftsverträgen der Personalgesellschaften, in ZfhF 1924, S. 97–124
- Die neuen Formen der Buchhaltung und ihr Einfluß auf die Revisionstechnik, in ZfhF 1927, S. 481–488
- Grundfragen der Kapitallenkung, in ZfhF 1937, S. 153–180
- Die Produktionsplanung, in ZfhF 1938, S. 345–371
- Buchhaltungsrichtlinien und Planung, in ZfhF 1938, S. 460–466
- Kritik des Monopolpreises und der volkswirtschaftlich richtigen Kartellpreis der gelenkten Wirtschaft, in * Der gerechte Preis, Schriften der Akademie für Deutsches Recht, Berlin 1940, S. 71–125
- Der Stand der betriebswirtschaftlichen Planung, in ZfhF 1942, S. 117–136 und 174–211
- Wann ist ein Warenkredit leichtfertig gewährt, in ZfhF 1943, S. 20–24
- Über einige kontroverse Fragen des industriellen Rechnungswesens, in ZfhF 1943, S. 35–38
- Das Zwischenlager, in ZfhF 1943, S. 82–93
- Was ist Leistung in der Betriebswirtschaftslehre, in ZfhF 1944, S. 1–14
- Über die Schätzung des Erfolges, in ZfhF 1957, S. 1–15
- Größere Elastizität durch unternehmerische Planung vom Standpunkt der Wissenschaft, in ZfhF 1958,  S. 75–106
- Möglichkeiten und Grenzen der Preispolitik in der Unternehmen, in ZfbF 1964, S. 122–144